# Făurei, Neamț
Făurei là một xã thuộc hạt Neamț, România. Dân số thời điểm năm 2002 là 2372 người.